# Rain (亀梨和也の曲)
「Rain」（レイン）は、日本の男性アイドルグループ・KAT-TUNのメンバーである亀梨和也の楽曲。初のソロシングルとして、2019年5月15日にJ Stormから発売。

## 概要
本作はKAT-TUNのメンバー・亀梨和也のソロ・デビューシングルであり、初回限定盤1・2、通常盤の3形態で発売された。表題曲の「Rain」は自身が出演するフジテレビ系木曜劇場『ストロベリーナイト・サーガ』の主題歌であり、「深い愛」をテーマとしたミディアムバラード。亀梨は普段よりも「乾いた感じ」を意識して歌唱していることを明かしている。
通常盤には「手をのばせ」の他、「Plastic Tears」と「VANILLA KISS」の2曲が収録されている。
初回限定盤1の特典DVDには、表題曲のビデオ・クリップ+メイキングと、2017年8月31日に行われた『KAT-TUN KAZUYA KAMENASHI CONCERT TOUR 2017 The一 〜Follow me〜』より東京国際フォーラム公演の映像の模様を収録。CDには、自身が作詞・作曲した「現在」（読み:いま）がカップリングとして収録されている。
初回限定盤2の特典DVDには、「手をのばせ」のビデオ・クリップ+メイキングと、江戸川区の町をぶらり巡るほっこり企画映像「亀さんぽ♪」に加え、前述のコンサートツアーより江戸川区総合文化センター公演のメイキング&ダイジェスト スペシャル映像の模様を収録。CDには、自身が作詞した「道」がカップリングとして収録されている。

## 仕様・特典
- 初回限定盤1 - 歌詞ブックレット（24P）封入 、スペシャルパッケージ仕様[12]
- 初回限定盤2 - 歌詞ブックレット（20P）封入[12]

## 収録曲

### CD

#### 通常盤
1. Rain [4:05]
作詞：KOMU、作曲：TATSUNE・原一博、編曲：原一博
  - 亀梨和也出演 フジテレビ系木曜劇場『ストロベリーナイト・サーガ』主題歌[3]

2019年5月17日放送のテレビ朝日系音楽番組『ミュージックステーション』に出演した際には、滝沢秀明と共にステージ演出にも携わり、KAT-TUNでの出演時以来14年ぶりに雨に打たれて濡れながら歌唱した[13]。
2. 手をのばせ [4:33]
作詞：相田毅、作曲：柳沢英樹、編曲：CHOKKAKU
  - 日本テレビ系『Fun!BASEBALL!!2019』イメージソング[3]
  - 日本テレビ系『Going!Sports&News』テーマソング[3]
3. Plastic Tears [3:35]
作詞：Mika Watanabe、作曲・編曲：Ryosuke“Dr.R”Sakai
オリジナル曲を初CD音源化[7]。
4. VANILLA KISS [3:38]
作詞：RUCCA、作曲：Simon Janlov・Daniel Kim、編曲：Simon Janlov
  - ReBoot「Bijoude」『トキメキを奏でる』篇CMソング[14]
5. Rain（オリジナル・カラオケ）
6. 手をのばせ（オリジナル・カラオケ）
7. Plastic Tears（オリジナル・カラオケ）
8. VANILLA KISS（オリジナル・カラオケ）

#### 初回生産限定盤1
1. Rain
2. 現在（読み：いま）[4:45]
作詞・作曲：亀梨和也、編曲：高慶“CO-K”卓史・イワツボコーダイ
3. 現在（オリジナル・カラオケ）

#### 初回生産限定盤2
1. Rain
2. 手をのばせ
3. 道 [4:58]
作詞：亀梨和也、作曲：馬飼野康二、編曲：船山基紀
4. 道（オリジナル・カラオケ）

### DVD

#### 初回生産限定盤1

##### DISC 1
1. 「Rain」ビデオ・クリップ+メイキング
2. 「KAT-TUN KAZUYA KAMENASHI CONCERT TOUR 2017 The一 〜Follow me〜」コンサート映像（東京国際フォーラム公演 2017.08.31）
  1. Overture
  2. 00’00’16
  3. 離さないで愛
  4. Plastic Tears
  5. w/o notice??
  6. INTO MINE
  7. LOST MY WAY
  8. BAD DREAM
  9. 1582
  10. 星の光る空
  11. 青春アミーゴ
  12. 愛しているから
  13. 君と僕
  14. SPECIAL HAPPINESS
  15. Emerald
  16. (MC)

##### DISC 2
1. 「KAT-TUN KAZUYA KAMENASHI CONCERT TOUR 2017 The一 〜Follow me〜」コンサート映像（東京国際フォーラム公演 2017.08.31）
  1. 遙か東の空へ
  2. MOON
  3. メドレー
    1. BIRTH
    2. LIPS
    3. UNLOCK

  4. 僕らの街で
  5. 勝手にしやがれ
  6. 時の過ぎゆくままに
  7. someday for somebody
  8. SWEET
  9. ずっと
  10. 〜Follow me〜
  11. VANILLA KISS
  12. 絆
  13. ツキノミチ
  14. サヨナラ☆ありがとう
  15. 背中越しのチャンス
  16. Wonderful World
  17. 夏の終わり

#### 初回生産限定盤2
1. 「手をのばせ」ビデオ・クリップ+メイキング
2. 亀さんぽ♪
3. 「KAT-TUN KAZUYA KAMENASHI CONCERT TOUR 2017 The一 〜Follow me〜」江戸川区総合文化センター公演 メイキング&ダイジェスト スペシャル映像
  1. 青春アミーゴ - 修二と彰
  2. 背中越しのチャンス - 亀と山P